# واربورگ پینکوس
واربورگ پینکوس (انگلیسی: Warburg Pincus) شرکت سرمایه‌گذاری آمریکایی است، که در سال ۱۹۶۶ توسط اریک واربورگ و لیونل پینکوس تأسیس شد.